# Efekt Gerschenkrona
Efekt Gerschenkrona to negatywna korelacja między wskaźnikami określającymi poziom produkcji i relatywnych cen dóbr pierwotnych występująca w trakcie zmian strukturalnych w gospodarce. Wynika ona z różnicy konstrukcji indeksów Laspeyresa i Paashego (inny rok bazowy w indeksie). 
Efekt ten odkrył Alexander Gerschenkron analizując radzieckie statystyki dotyczące produkcji przemysłowej (podczas gdy oficjalne statystyki radzieckie wskazywały na 14-krotny wzrost produkcji przemysłowej w latach 1927/1928-1937, według obliczeń Gerschenkrona wzrost ten był tylko 5-krotny).